# 新やじきた道中記
『新やじきた道中記』（しんやじきたどうちゅうき）は、長谷川町子による日本の漫画。『週刊朝日』（朝日新聞社（現・朝日新聞出版））にて、1951年11月4日号から1952年12月28日号まで連載された。『東海道中膝栗毛』のパロディー。また、朝日文庫から発売された、文庫版収録以外に、『町子たんぺん傑作集』および『エプロンおばさん』第4巻にも収録されている。姉妹社版の単行本は一時絶版したが後に復刊した。

## 登場人物について
- 主人公は、やじきたの2人。旅先でいろいろな騒動を巻き起こす。なお、2人の細かな人物設定はないが、体型は、やじさんが小太りで、きたさんはやせている。旅の目的はお伊勢参りでなく、大阪まで遊びに行くと、原作と異なる。
- 旅の途中で、江戸時代のサザエさん一家が登場（スターシステムの一種）。やじきたの2人が騙されそうになったとき、通りかかったサザエが2人を助け、家に招待される。その後サザエは絵の修行で京都に行くため、やじきたと一緒に旅をするが、しばらく道中をともにするも、途中で2人にあいそをつかして去り、再び二人の旅になる。

## 主な宿場での出来事
- 小田原の宿 - 小田原で正月を迎え、小遣い稼ぎで、万歳屋を行う。
- まりこの宿 - 金を盗られ宿で働くことになる。
- 濱松の宿 - 2人で買った富くじで、100両を手にする。
- おかざきの宿 - やじきたの2人が、サザエさんの前で下品な行動をとり、サザエは一緒の旅をやめる。
- 宮の宿 - ひょんなことから、やくざの秋風の立五郎の子分になる。

## 映画　『新やじきた道中』
1952年に大映で本作が映画化された。2人とも妻から逃げるために旅立ったり、基点が大阪で旅の道のりが反対といった原作との違いがあるが、オープニングには長谷川の絵が使われている。しかし、出発地であるはずの大阪で、巫女の江利チエミが「大江戸八百八町」という歌詞で歌っており、地域性は細かくは設定されていない。

### ストーリー
富くじで100両があたった弥次郎兵衛と喜多八だが、100両をなくして身投げをしようとした手代に、100両を渡してしまう。
妻たちに怒られた2人は江戸に向かって旅をすることになる。なお、誤解が解けた妻たちも鳥追い女となり、2人を追いかける旅に出る。
一行はとある宿屋で出会うが、妻たちがまだ怒っていると思ったふたりは、浪人の扮装をして逃げ出す。そのため、村の山賊・狸の退治によばれた剣豪たちと間違われ、2人は逃げ出すも迷い込んだ廃寺で狸に遭遇、狸のお化けに化かされ気絶する、気づくと迷い込んだ妻とともに山賊に囚われ、狸の正体も山賊である事を知ると、逆に「笑いたけの粉末」で山賊たちをたおし、妻たちとも和解する。旅の途中で、大阪に帰ることになる。

### スタッフ
- 監督：　森一生
- 脚本：　民門敏雄
- 企画： 菅沼完二
- 撮影：　牧田行正
- 美術： 川村鬼世志
- 音楽： 三木鶏郎

### キャスト
- 弥次郎兵衛（大阪の大工職人）：　花菱アチャコ
- 喜多八（大阪の大工職人）：　横山エンタツ
- おふく（弥次の女房）：　清川虹子
- おやす（喜多の女房）： 丹下キヨ子
- 富くじの巫女：　江利チエミ
- 旅先の噺家圓馬：　三遊亭圓馬
- 朴庵(旅先の医師）：　伴淳三郎
- 荒木武藏（偽剣豪）：　澤村國太郎
- 宮本叉衛門（偽剣豪）：寺島雄作
- 鈴鹿の権右衛門（山賊）：　横尾泥海男
- 伝助（二人に富くじを薦める鳶の男）：上田寛
- 女中おきみ：大美輝子
- お蝶（女すり）：正木隆子
- 亭主八兵衛（宿の亭主）：東良之助
- 浪人沙汰九郎（お蝶を使う悪人）：堀北幸夫